# Distrito de Kutno
El distrito de Kutno (en polaco, powiat kutnowski) es un distrito (powiat) del voivodato de Lodz (Polonia). Tiene una población estimada, a fines de 2022, de 91 563 habitantes.
Fue constituido el 1 de enero de 1999 como resultado de la reforma de los Gobiernos locales aprobada el año anterior.
Limita con otros cinco distritos: al norte con Włocławek y Gostynin; al este con Łowicz; al sur con Łęczyca, y al oeste con Koło.
Está dividido en once municipios (gminas): uno urbano (Kutno), tres urbano-rurales (Krośniewice, Żychlin y Dąbrowice) y siete rurales (Bedlno, Krzyżanów, Kutno, Łanięta, Nowe Ostrowy, Oporów y Strzelce).